# 오리엔탈메탈사·한국산업경제연구소 폭파사건
오리엔탈메탈사·한국산업경제연구소 폭파사건(일본어: オリエンタルメタル社・韓産研爆破事件)은 1975년 4월 19일에 발생한 동아시아 반일무장전선 "대지의 엄니"가 일으킨 폭탄 테러 사건이다. 연속기업폭파사건의 일부이다.
폭탄 테러의 표적이 된 오리엔탈메탈제조는 일본 효고현 아마가사키시에 있는 중소기업으로 이전까지 폭탄테러의 대상이었던 상장기업은 아니었다. 그럼에도 불구하고 오리엔탈메탈의 사장이 한국산업경제연구소(한산연)가 주최하는 방한단 단장이 되었다는 기사가 일간공업신문에 게재되면서 표적에 올랐다. 동아시아 반일부장전선은 당시 한국산업경제연구소를 "일제 기업의 아시아 침략에 봉사하는 활동 거점"으로 봤는데, 이런 일본 경제인의 방한을 반대하기 위해 폭탄 테러를 일으켰다.
테러의 날짜인 4월 19일은 대한민국에서 이승만 정권이 붕괴된 4.19 혁명이 일어난 날짜에 맞춰졌다. 1975년 4월 19일 오전 1시경 효고현 아마가사키시에 있는 오리엔탈메탈제조 본사 건물과 도쿄도 주오구에 있는 한국산업경제연구소 건물이 동시에 폭파되었다. 한밤중이어서 당시 건물 안에 사람은 없었고 사상자도 없었다.
테러 발생 한달 후인 5월 19일, 한국산업경제연구소 폭파사건의 범인으로 8명이 체포되었다.

## 참고 문헌
- 松下竜一『狼煙を見よ 東アジア反日武装戦線“狼”部隊』

（読売新聞社・戦後ニッポンを読む、1997年） ISBN 4-643-97116-9
（河出書房新社・松下竜一その仕事22、2000年） ISBN 4-309-62072-8